# Weggis
Weggis (prononcé : [ˈvɛkis], et Wäggis en suisse allemand) est une commune du canton de Lucerne en Suisse alémanique centrale. 
Elle est historiquement rattachée à Lucerne dont elle constitue une enclave avec ses voisines Greppen et Vitznau, séparées du reste du canton par le lac des Quatre-Cantons ainsi que par la commune de Küssnacht au nord.
Orienté plein sud sur le Lac, elle jouit d’un micro-climat des plus agréables faisant de Weggis une « perle du Sud » n’ayant rien à envier aux petites villes suisses du Tessin, de l’autre côté des Alpes : développement de la villégiature et du tourisme (avec liaison directe au Rigi), taux d’imposition en faisant un petit paradis fiscal. 

## Géographie

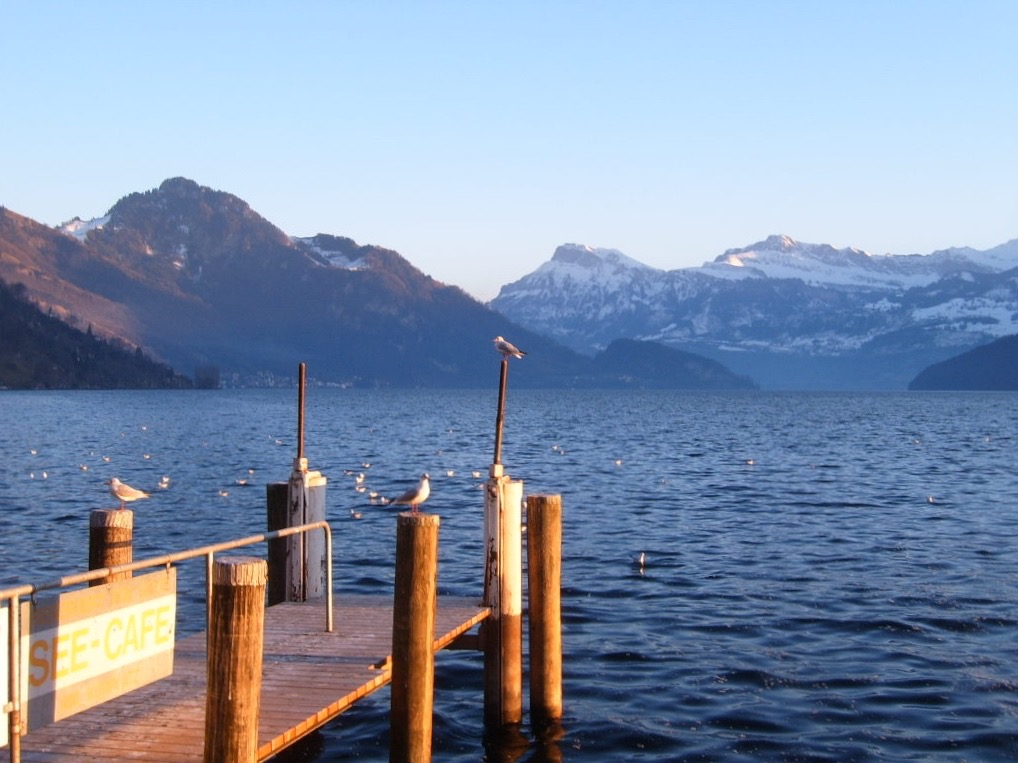
Lac des Quatre-Cantons, vu de la promenade du lac à Weggis

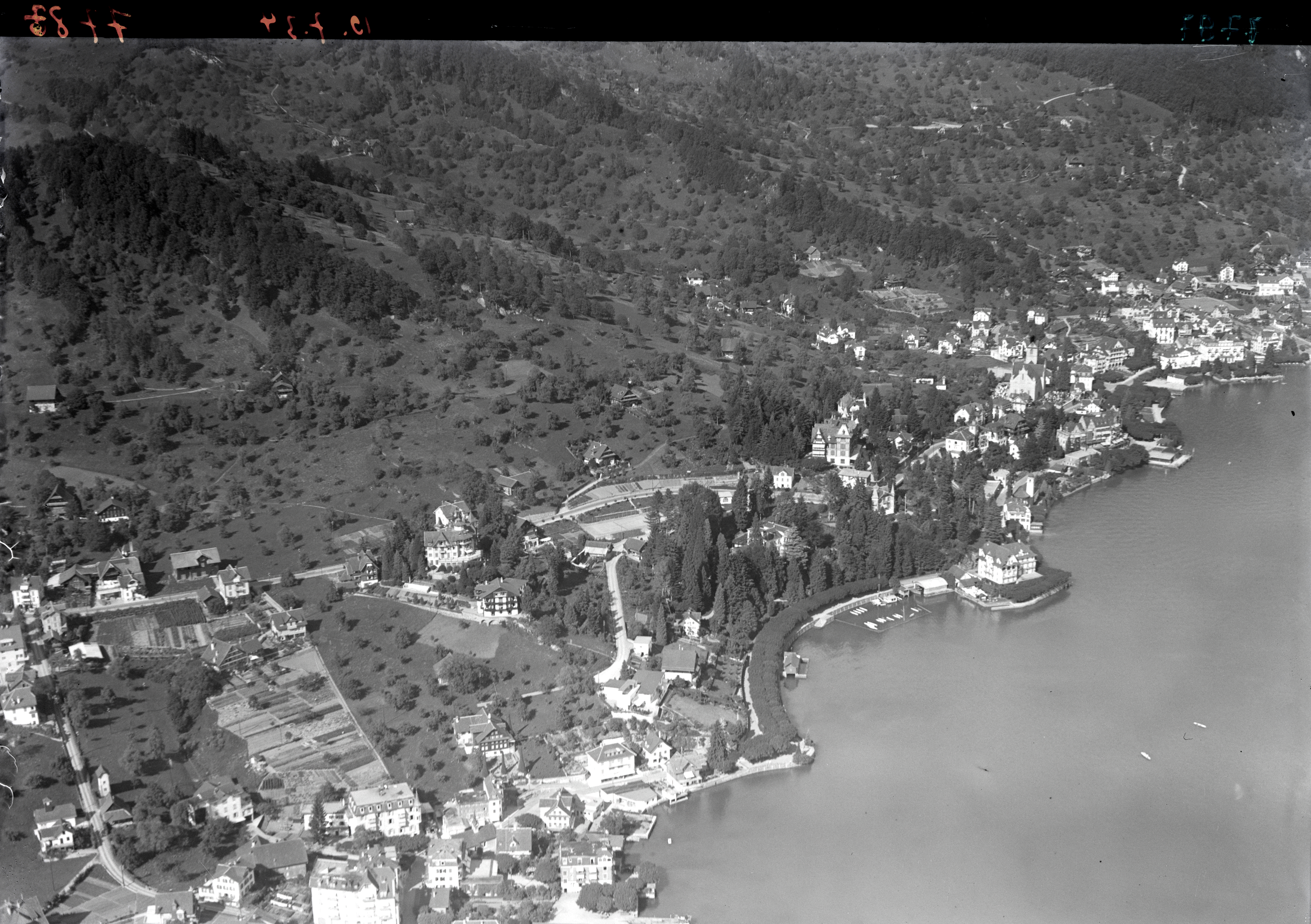
Vue aérienne de Walter Mittelholzer (1934)

Weggis se situe dans le renflement qui forme la "Baie du Rigi" sur le lac des Quatre-Cantons au pied sud-ouest du massif du Rigi. La commune bénéficie d'un climat très doux qui permet à de nombreuses plantes du sud de pousser : châtaigniers, palmiers, vigne, orchidées… etc. 
Weggis est situé dans une plaine orientée plein sud sur les rives du lac des Quatre-Cantons. Il comprenait à l'origine les deux villages d'Unterdorf à l'ouest et d'Oberdorf à l'est. Avec la forte croissance démographique apparurent les quartiers Hinterdorf (à l'est d'Oberdorf), Rain et Laugneri (près d'Hinterdorf), Baumen et Dörfli près d'Unterdorf, ainsi que Tischital et Rigiblick sur la pente au-dessus d'Oberdorf. Dans le coin sud-ouest, une péninsule, se trouve le district de Hertenstein (2,3 km au sud-ouest du village ; au bord du lac). À la frontière municipale de Vitznau, à 1,9 km au sud-est du village, une autre partie de la ville a vu le jour. De la rive du lac à 436  m jusqu'à l'altitude de 794 m, ces différents hameaux ont grandi ensemble. Ce sont : Riedsort (au bord du lac), Bannholz (667 m), Bodenberg (642 m) et Sentiberg (794 m), Rigi Kaltbad (à 2,8 km au nord-est et 1471 m d'altitude). De nombreux autres groupes de maisons et fermes individuelles appartiennent à la commune.
À l'exception du Herrenwald au nord de Hertenstein, l'ouest et le centre de la municipalité sont sans forêt. La situation est différente sur le versant Rigi à l'est du village arrière, cette partie de la communauté est fortement couverte de forêt. De plus grandes zones forestières sont la forêt de l'église sur la pente au nord-est du village arrière, à travers laquelle le Kienbach coule vers le lac des Quatre-Cantons et le Lützelauerwald à la frontière orientale de la municipalité. 
La limite municipale va du lac des Quatre-Cantons à l'ouest d'Unterwilen (municipalité de Vitznau) vers le nord jusqu'à 1 000 mètres jusqu'à Rigi-First (dans le canton de Schwyz ). Et de là dans une direction nord-ouest au nord après Rigi Kaltbad jusqu'au Rotstock (1659  m d'altitude). Elle se tourne ensuite vers l'ouest et revient au lac des Quatre-Cantons au sud de Greppen. Weggis est limitrophe de Küssnacht et de Greppen au nord, d' Arth dans le canton de Schwyz au nord-est, de Vitznau à l'est et au sud-est et du lac des Quatre-Cantons. 
46,0 % de la superficie municipale de 1 182 ha (sans la partie Sean) sont des terres agricoles. Presque autant - 38,7 % - sont couverts de forêts et de bois et 14,0 % sont des zones habitées. 

## Population
Entre 1798 et 1850, la population a fortement augmenté (1798-1850 : + 46,3 %). De 1850 à 1880, à l'exception de 1870, le nombre d'habitants est resté constant. Jusqu'en 1970, sauf deux phases de stagnation (1930-1941 et 1950-1960), le nombre de résidents a continué d'augmenter (1880-1970 : + 94,5 %). La raison principale en est le tourisme, dont le développement démographique est fortement tributaire. La population a presque doublé au cours de ces 90 années. Les années 1970 ont connu un léger déclin (1970-1980 : −6,0 %). Depuis lors, la population a de nouveau augmenté rapidement en raison de sa situation et des écoles hôtelières avec leur grand nombre d'étudiants (1980-2010 : + 79,1 %). En 1991, le nombre de résidents dépassait 3000, en 2007, on atteignait 4 000 résidents. La croissance démographique a ralenti depuis 2010.
Sources: 1798-1837: recensements nationaux et cantonaux  ; Office fédéral de la statistique; Résultats du recensement de 1850 à 2000, ESPOP 2010, depuis 2011 STATPOP

### Langues
La population utilise l'alémanique supérieur comme langue quotidienne. Le dialecte de Weggis diffère grandement de celui de la ville de Lucerne et est similaire à celui du canton de Schwyz (exemples "Ich gehe [Je vais]" / Lucerne: ech goh ; Canton de Schwyz et Weggis: ich gah ; «neu [nouveau]» / Lucerne: nöi ; Canton Schwyz et Weggis: nüü ). Lors du dernier recensement de 2000, 84,90 % avait pour langue maternelle l'allemand, 1,63 % le portugais et 1,41 % l'anglais. 

### Religions
Dans le passé, tous les Weggissois étaient catholiques. La situation a changé en raison du recul de la religion ainsi que de l'arrivée d'habitants d'autres régions de Suisse et de l'étranger. Le 30 juin 2014, il y avait 55,6 % de catholiques à Weggis et 15,60 % de protestants réformés évangéliques. 

### Nationalités
Fin 2017, la commune comptait 4 404 habitants. Parmi eux, 3 371 étaient suisses et 1 033 (23,46 %) porteurs d'autres nationalités. Les groupes d'immigrants les plus importants viennent d'Allemagne (366 personnes), du Portugal (138), d'Inde (84), du Vietnam (40), de Hongrie (39), d'Espagne (35), d'Italie (34), d'Autriche (31), de Slovaquie (29) et au Kosovo (24 personnes). Le nombre relativement élevé d'Indiens et de Vietnamiens sont presque entièrement étudiants d'une école hôtelière. 

## Histoire
De 1380 à 1798, Weggis forme avec Vitznau le bailliage lucernois de Weggis.  
Vers 800, le monastère Pfäfers (SG) a acquis la ferme « Wattawis ». La paroisse était peuplée depuis longtemps. Le nom de la communauté vient du celtique et signifie « lieu du passeur ». La première mention documentaire de Weggis sous son nom latin Guategisso remonte à 1116, lorsque le pape Paschalis II a confirmé les droits de propriété du monastère Pfäfers. Les résidents épris de liberté étaient sous la domination des Habsbourg pendant un certain temps. Les seigneurs de Hertenstein ont exercé leur règne à la fois pour les frères du monastère et pour les Habsbourg. Mais déjà en 1332, Weggis et Gersau devinrent des républiques libres et des alliés de la Suisse voisine. Cela a été confirmé dans une lettre fédérale des Confédérés en 1359. Néanmoins, les seigneurs de Hertenstein ont vendu leurs droits à la ville de Lucerne en 1380. Ceux-ci ont dirigé Weggis jusqu'en 1798 dans le cadre des Landgogtei Weggis. Les Weggis se défendirent contre les seigneurs de Lucerne dans plusieurs soulèvements jusqu'en 1588. Dans la guerre des paysans de 1653, ils se sont jadis rangés du côté de Lucerne. De 1798 à 1803, la commune appartenait au district de Lucerne, puis au bureau nouvellement créé de Lucerne. En 1798, le district de Vitznau a été séparé de Weggis et est devenu une municipalité indépendante. Le projet de fusion des trois communes de l'arrondissement de Lucerne dites "du Rigi" : Weggis, Vitznau et Greppen a été reporté sine die en 2005. 

## Politique

### Conseil municipal
Le conseil municipal de Weggis est composé de six membres : 
- Roger Dähler (indépendant) : maire
- Philipp Christen (PDC) : vice-président
- Peter Portmann (indépendant) : secrétaire
- Baptist Lottenbach (PLR) : chef d'équipe
- Beatrix Küttel (CVP) : Affaires sociales
- Esther Pfründer (FDP) : Finances et impôts

### Élections cantonales
Lors des élections du conseil cantonal du canton de Lucerne en 2015, le vote de Weggis s'est réparti de la façon suivante : UDC 31,6 %, PLR 26,2 %, PDC 23,3 %, Vert'libéraux 6,4 %, PS 6,0 %, Les Verts 4,9 %.  

### Élections nationales
Lors des élections législatives suisses de 2015, le vote de Weggis s'est réparti de la façon suivante : UDC 30,5 %, PLR 25,7 %, PDC 18,0 %, PS 9,5 %, Vert'libéraux 6,5 %, Les Verts 6,1 %, PBD 2,1 %.  

## Économie
En 2016, Weggis comptait 404 entreprises et 2 216 employés.  
La proportion de salariés dans l'agriculture a fortement diminué au cours des dernières décennies. L'agriculture n'offre désormais plus que 5,64 % de la main-d'œuvre (125 personnes) dans 36 entreprises. L'industrie et le commerce avec 62 entreprises et 520 employés et le secteur des services avec 306 lieux de travail et 1 571 employés sont aujourd'hui bien plus importants. 

### Tourisme

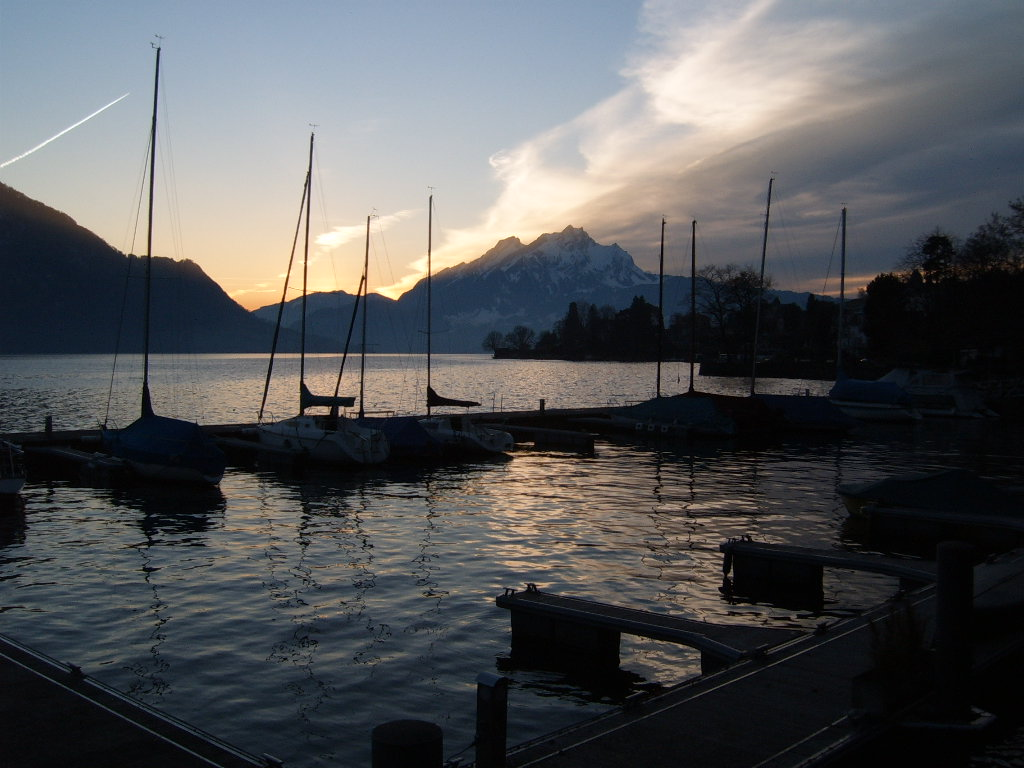
Atmosphère du soir au port avec le Mont Pilatus en arrière-plan

Après Lucerne, Weggis est la deuxième destination touristique du canton de Lucerne. Un téléphérique dessert le Mont Rigi à Rigi-Kaltbad, à proximité duquel se trouve le point de vue de Känzeli. De Rigi-Kaltbad, l'ascension se poursuit avec le train à crémaillère, le Vitznau-Rigi-Bahn.  
Weggis est considérée comme la « Riviera de la Suisse centrale» en raison de son climat doux de type méridional, favorisé par l'Effet de foehn.

### Transport

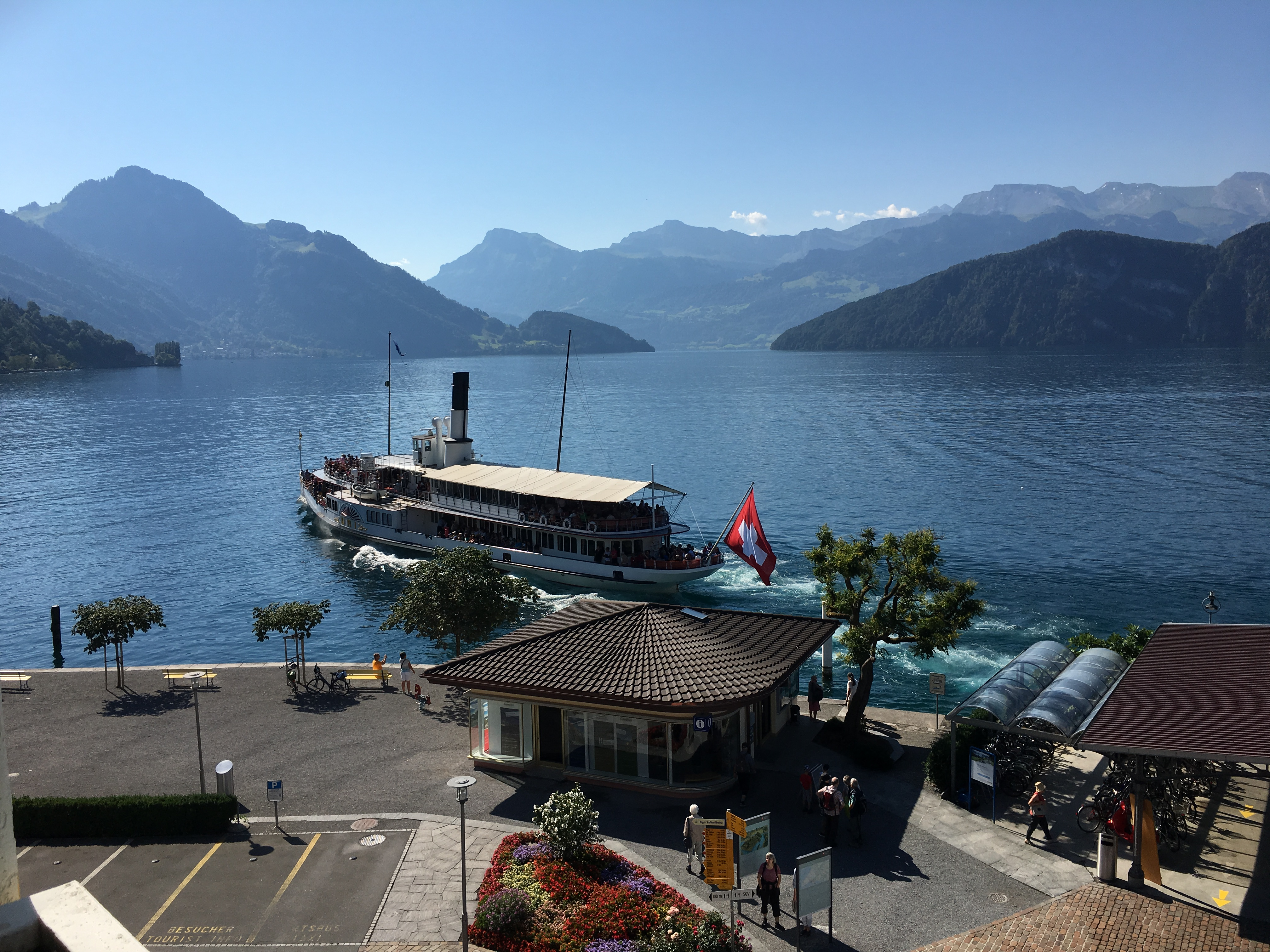
Informations touristiques et station de bateau avec DS URI

Weggis est bien desservi par les transports publics, notamment par bateau et bus via la compagnie maritime du lac des Quatre-Cantons (SGV). La ligne de bus («Riviera Line») Küssnacht (gare) –Weggis - Gersau - Brunnen (gare) –Schwyz relie les communes du côté sud du Rigi. La gare de Küssnacht est sur la ligne Lucerne - Goldau et la gare de Brunnen sur la ligne Gotthard (Bâle - Chiasso). Les navires de et vers Lucerne circulent généralement toutes les heures. 
Téléphérique Weggis - Kaltbad (Rigi) 
Débarcadère sur le lac des Quatre-Cantons
Weggis est située sur la route Küssnacht - Gersau - Brunnen. L'échangeur autoroutier la plus proche est à Küssnacht sur l'autoroute A4 à 10 km. 

## Formation
À Weggis (année scolaire 2017/2018), 47 enfants étaient scolarisés dans les trois classes de maternelle de Neubühl et Sigristhofstatt. Les écoles de Grossmatt, Kirchmatt et Sigristhofstatt offraient 193 places en primaire dans 12 classes et l'école de Dörfli accueillait 137 lycéens dans 9 classes. La majorité des habitants de Weggis fréquentent les lycées et les universités de Lucerne. 

### Apprentis avec école à Weggis
| année scolaire (2017/2018) | jardin d' enfants | école primaire | secondaire tous niveaux | Ensemble |
| -------------------------- | ----------------- | -------------- | ----------------------- | -------- |
| départements               | 3                 | 12             | 9                       | 24       |
| apprenant                  | 47                | 193            | 137                     | 377      |

de la communauté et des communautés voisines; Source LUSTAT 

### Apprentis vivant à Weggis
| année scolaire (2017/2018) | jardin d' enfants | niveau de base | école primaire | secondaire Niveau A / B | secondaire Niveau C | intégré secondaire | Ensemble |
| -------------------------- | ----------------- | -------------- | -------------- | ----------------------- | ------------------- | ------------------ | -------- |
| apprenant                  | 48                | 0              | 196            | 57                      | 23                  | 3                  | 327      |

## Risque naturel
Les dangers du Rigi
Certes Weggis est situé dans un paysage idyllique, sur le flanc sud de la montagne Rigi. Mais la ville est également soumise à un fort risque naturel qui pèse sur certaines de ses zones habitées. 
À l’est de la commune, au bord du Lac de Quatre-Cantons, de nombreuses maisons étaient particulièrement menacées. En août 2005, après de fortes pluies, des glissements de terrain et des chutes de rochers détruisaient trois blocs d’habitation. Leurs résidents avaient pu partir à temps. D'autres, placées en zone de risque, ont été démolies.
En 2001 déjà, Weggis avait été l’une des premières communes à établir une carte des dangers. Mais les événements de 2005 l’ont obligée à étendre les zones rouges de non construction. 
En août 2014, une douzaine d’habitants ont dû être évacués après l’adoption d’une interdiction immédiate d’habiter cinq maisons. La commune a décidé de procéder à la destruction de ces maisons.
Après plusieurs chutes isolées de rochers, les géologues avaient en effet constaté que les parois rocheuses représentaient un danger mortel pour les maisons situées en contrebas. Certains blocs pesant plusieurs centaines de tonnes sont, selon les experts, si instables qu’ils pourraient se détacher à la moindre impulsion et sans avertissement.
La «reine des montagnes» se montre régulièrement dangereuse. En juillet 1795, après plusieurs semaines d’intempéries, une coulée de 350 mètres de large s’effondrait au pied sud de la montagne, emportant tout sur son passage, 28 maisons, des bâtiments agricoles, des champs. Les habitants et le bétail avaient pu être mis en sécurité à la dernière minute. 
Après les événements de 2005, une digue de protection avait été construite. La commune veut en construire deux autres pour protéger les bâtiments se trouvant en dessous. Ces derniers ne sont pas menacés de démolition et la zone n’est plus classée en rouge.   
Mais il n'est pas toujours techniquement pas possible de protéger toutes les maisons de la même manière. Les barrières ne peuvent être construites que s’il y a assez de place et que si le sous-sol peut être analysé en détail. On se rappela aussi de la catastrophe de Gondo, dans le Valais, en 2000, où, après des intempéries, une coulée de boue avait emporté la digue de protection et détruit un tiers du village, faisant treize victimes.
À l’est de la commune, le terrain est trop pentu et il n’y a aucune place pour ériger des barrages. D’autres mesures de protection n'ont pas été finançables. La seule mesure soutenue par la Confédération et le canton ont été la démolition des maisons malgré l'incompréhension et l'hostilité de leurs habitants.
En 2014, les habitants de Weggis ont dû se prononcer sur la construction de protections (coût : plusieurs millions de francs). Selon les termes suisses : « Ces mesures ne profiteraient qu’à une petite partie de la population du village et entraîneraient une hausse d’impôts, si le projet était accepté en votation. L’issue était incertaine. Un comité anonyme avait distribué des tracts dans les boîtes aux lettres pour dire que «l’on ne pouvait quand même pas bétonner toute la montagne».
Ce qui était encore possible en 2005, comme construire des barrages de construction sans participation financière des personnes concernées, ne serait aujourd’hui, politiquement, plus accepté.
Après les intempéries de 2005, les communes suisses ont été chargées d’établir des cartes de dangers. Près de 95 % du territoire est aujourd’hui couvert.
Les cartes sont disponibles sur internet. Les zones marquées en rouge sont des zones de grand danger menacées par des risques d’inondation, d’avalanche, de glissements de terrain ou d’éboulements (il existe une carte des dangers de Lucerne). Les maisons situées dans les zones rouges perdent aussi de la valeur immobilière. Il est interdit d’y construire. Les autorités doivent protéger les bâtiments existants, au mieux et, au pire, évacuer. La question du dédommagement se pose alors. Il n’y a pas encore de solution unifiée dans ce domaine et les autorités font face à de grands défis.
En 2014, il y avait entre 10'000 et 20'000 personnes en zones rouges dans toute la Suisse.

## Particularités
- Weggis est connu pour la chanson folklorique Vo Luzern uf Wäggis zue[8] (De Lucerne a Weggis), écrite en 1832 par Johann Lüthy, et notamment interprétée par Cathy Berberian.
- Weggis est l'un des nombreux paradis fiscaux du lac des Quatre-Cantons.
- En 1919, est inaugurée à Weggis la première plage mixte, où hommes et femmes peuvent nager côte à côte.
- En 1946, le « programme Hertensteiner » est adopté dans le district de Hertenstein, fondé sur la création de l' Union des fédéralistes européens (UEF, ou Europa-Union ) a contribué à la création de l' Union européenne .
- Depuis 1990, le vignoble de Weggis, ancien vignoble datant du Moyen Âge, est inscrit au registre suisse des vins. Le vignoble d'Eggisbühl, orienté plein sud sur 33 hectares situés en contrebas de la chapelle d'Eggisbühl au lieu-dit Hertenstein, est géré par l'association «Eggisbühl Rebberg»[9]. Le vin produit, à partir du cépage de pinot noir, est l'Eggisbühler, décliné en Pinot noir, Federweisser (vin blanc issu du Pinot Noir), et en Grappa.
- Du 22 mai au 4 juin 2006, le camp d'entraînement de l' équipe nationale brésilienne de football est installé à Weggis lors de la Coupe du monde en Allemagne. Au total, 70 000 spectateurs ont assisté aux 14 séances d’entraînement publiques des champions du monde 2002.

## Personnalités liées à la commune
- En 1839, Victor Hugo raconte à sa femme dans une lettre [10] qu’il part escalader le Rigi depuis Lucerne en passant par le « joli petit village au bord du lac » de Weggis où il déjeune.
- Joseph Zimmermann est né à Weggis en 1849 et est venu à l'African Mission Society et a fondé le mouvement missionnaire en Irlande.
- Mark Twain et sa famille ont résidé à Weggis en 1897 et ont décrit cet endroit comme «le plus bel endroit du monde».
- Après sa déposition comme empereur, l'empereur Karl I d'Autriche et sa femme Zita ont vécu dans le «Schlosshotel» à Hertenstein avant de partir pour reprendre le contrôle et se sont envolés pour Sopron via Dübendorf .
- Jean Arp (1886-1966) a vécu à Weggis de 1908 à 1911. Il y a fondé le premier mouvement d’artistes modernes suisse « Moderne Bund ».
- August Strindberg (1849-1912), écrivain suédois, a vécu à Weggis en 1886. Ses œuvres en prose de cette période font d'ailleurs un portrait partiellement idéalisé de la Suisse, en particulier dans le recueil Utopies dans la réalité (Schweizer Novellen).
- Sergei Rachmaninov a vécu partiellement à Weggis à partir de 1930[11]. À Hertenstein, dans la municipalité de Weggis, se trouve la Villa Senar, qui est un bâtiment classé et est gérée par la Fondation Rachmaninov.
- Le pianiste suisse Edwin Fischer a vécu à Weggis à partir de 1944 et a obtenu droit de cité en 1956.
- Le pianiste et compositeur de jazz John Wolf Brennan vit à Weggis.
- Mäni Weber (1935-2006), maître du quiz télévisé, animateur et journaliste radio, a vécu à Weggis de 1995 jusqu'à sa mort.
- L'animateur de télévision et de radio Kurt Zurfluh a vécu à Weggis de 1949 à 2017.
- La coureuse de fond Lucia Mayer-Hofmann est née à Weggis en 1979 .